# 谷柏直家
谷柏 直家（やがしわ なおいえ）は戦国時代の武将。最上氏の家臣。羽後国谷柏館主。

## 生涯
最上義光の小姓を務め、当初は片倉蔵人と名乗った。永禄年間（1558年-1570年）に谷柏館を築き、谷柏氏となったという。
主君の義光が伊達氏と対立した際には和睦の使者を務め、義光と伊達晴宗・輝宗の対面の席にも出席している。またこの際に氏家定直らと謀って輝宗と結んだ上山城主上山満兼を暗殺したとされるが、信憑性に疑問を持たれる。
慶長5年（1600年）の慶長出羽合戦においては義光の命により畑谷城に向かうもすでに落城しており、畑谷城の民衆や残兵を逃すために奮戦する。味方の飯田播磨守が討ち取られるも、乱戦の中で敵中を突破しその首を奪い返した。なお直家の居城である谷柏館も上杉軍の攻撃対象となるも、落城は免れたとされる。
最上氏が山形藩を開くと4千石を領した。